# Municipio de Limestone (condado de Lycoming)
El municipio de Limestone  (en inglés: Limestone Township) es un municipio ubicado en el condado de Lycoming en el estado estadounidense de Pensilvania. En el año 2000 tenía una población de 2.136 habitantes y una densidad poblacional de 24.2 personas por km².

## Geografía
El municipio de Limestone se encuentra ubicado en las coordenadas 41°08′35″N 77°10′01″O / 41.14306, -77.16694.

## Demografía
Según la Oficina del Censo en 2000 los ingresos medios por hogar en la localidad eran de $41,375 y los ingresos medios por familia eran $44,219. Los hombres tenían unos ingresos medios de $31,543 frente a los $21,250 para las mujeres. La renta per cápita para la localidad era de $15,180. Alrededor del 7,0% de la población estaban por debajo del umbral de pobreza.